# 星系潮汐

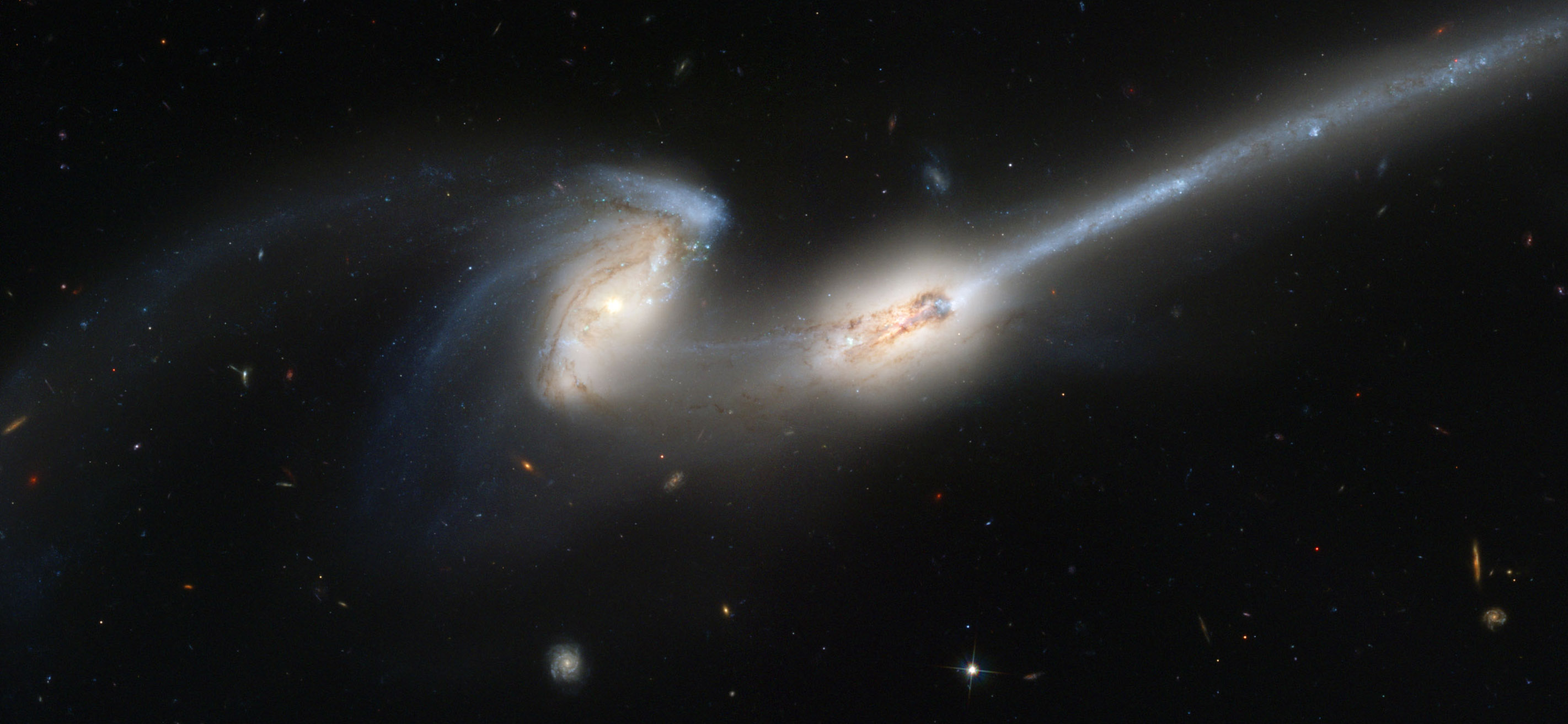
雙鼠星系 NGC 4676

星系潮汐是受到星系，像是銀河系，的引力場支配的潮汐力。與星系潮汐有特定關係的領域包括星系碰撞、矮星系或衛星星系的瓦解；受到銀河系潮汐影響的有太陽系的歐特雲。

## 起源

在大質量天體接近處受到潮汐力而突出。

當一個天體（像左側圖的藍色天體）位在大質量天體（黃色天體）的引力場時，會受到潮汐力而扭曲。
根據牛頓萬有引力定律，引力隨著距離的減少而增加。任何接近物體A的另一個物體B，越接近則A受到B的引力影響越強烈。這對物體不同的部分也是正確的，A的表面受到B的吸引會比A的核心強烈。當其它物體的引力特別強時，這將導致較小的物體表面和核心的距離被拉開，並且該物體會朝較大物體的方向趨於平坦。大的物體也有相同的效應，但因為小物體的引力較弱，它的畸變也比較小。以術語來說，平衡的小物體形狀會有最小的引力勢能。在空無一物的空間，這會是一個球體。然而，在附近有大型物體時，最小勢能的形狀是在這兩物體軸心連線方向上拉長的卵形。
例如，地球上的潮汐是由月球和太陽的引力場對地球造成的畸變引起。在這種情況下，地球的自轉緩慢得足以重塑其形狀，保持其扭曲面朝向太陽和月球的方向。從在地球表面上的人來看，每個地點一天大約會經歷兩次長軸方向變形的漲潮。因為地球相對於太陽和月球的方向不斷的改變，潮汐效應會有不同程度的相互加強或抵消。
星系潮汐展示相同的流程，但規模遠遠的超過前者。交互作用星系的潮汐彼此都會向對方伸展。它對最終可能變得平坦和朝向對方星系的中擴展，或它們的軌道遭受到攝動。此外，如果星系在急速的旋轉，它們的部分區域可能不能像地球一樣跟得上畸變，就會如同這篇文章中的圖例所式，形成長尾或其它高度扭曲的區域。

## 外部星系的效應

### 星系碰撞

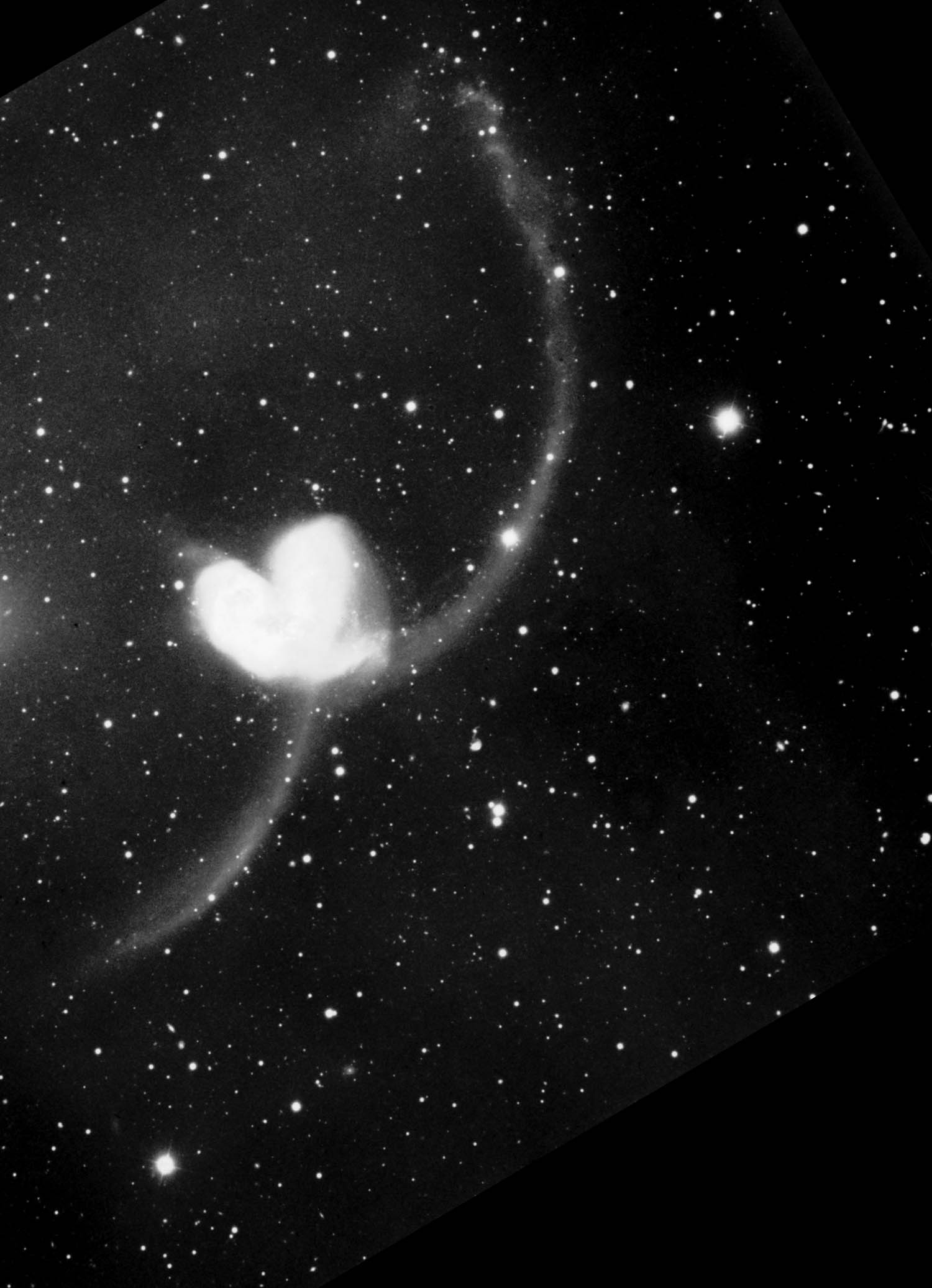
有著冗長潮汐尾的碰撞觸鬚星系。

潮汐力依賴的是引力場的梯度，而不是引力場的大小，所以潮汐的影響通常僅限於一個星系周圍的環境。兩個星系發生碰撞或近距離的擦身而過會引發強大的潮汐力，往往造成激烈的星系潮汐活動，展示強烈的視覺衝擊。
交互作用星系通常不會是迎頭（如果有）撞擊，並且潮汐力會大致沿著座標軸的指向方向扭曲，並且遠離它的攝動。當兩個星系的軌道相互接近時，這些受擾動的區域會被從每個星系的主體機構拉出，並且因為較差自轉而被剪斷和甩入星際空間，形成潮汐尾。這種尾通常都有明顯的彎曲，而感覺是直的可能是從側面觀察的緣故。從星系盤（或其它的部分）拉出的恆星和氣體組成的尾，通常會造成盤面一側或兩邊（另一端）的扭曲，而不是引力束縛的星系中心。雙鼠星系和觸鬚星系是碰撞產生潮汐尾的兩個很突出的例子。
正如月球引發地球兩側海水的潮汐，所以星系潮汐也會在它的星系伴侶兩側產生潮汐臂。當巨大潮汐尾的形成，如果形成攝動的星系和被攝動的夥伴星系一樣大或小一點，那麼前端的臂會比遠端的臂大些。如果更為突出，將會被稱為橋。潮汐橋和潮汐尾通常很難區分：首先，橋可能被經過的星系吸收，或因而產生星系的合併，使它比典型可見的大型潮汐尾短。其次，如果兩個星系是一個在前，一個在後，它們之間的橋可能會有部分被遮蔽。結合這兩種效應，會很難區分一個星系在何處結束，而另一個星系從何處開始。潮汐迴圈是潮汐尾的兩端都與母星系匯合，這就更為罕見。

### 衛星星系的交互作用

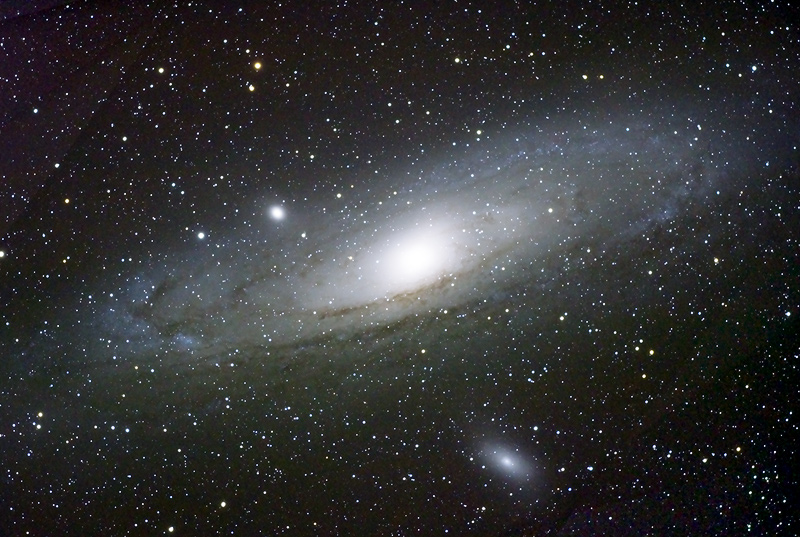
仙女座星系。注意它的衛星星系M32，它外圍的螺旋臂已經被仙女座星系的潮汐力剝奪了。

因為緊鄰星系的強大潮汐力，衛星星系特別容易受到影響。這種外力可以使衛星星系內部的運動重新排列，導致觀測上的巨大效應：矮衛星星系內部的結構和運動可能受到嚴重的星系潮汐（如同地球上海洋的潮汐），誘導出異常的旋轉或質-光比衛星星系也可以發生如同受到星系碰撞的潮汐剝奪，恆星和氣體被從星系的末端剝離，並可能被它的夥伴吸收。矮星系M32，仙女座星系的衛星星系，可能就因為潮汐剝離失去了螺旋臂，而殘餘核心的高恆星形成率可能是潮汐引起剩餘分子雲運動的結果（因為潮汐力可以揉捏和壓縮星系內部的星際氣體雲，誘使小型衛星星系形成大量的恆星。這個過程類似擠壓使物體被加熱一樣。）。
剝離的機制和兩個類似的星系是相同的。然而，其相對較弱的引力場可以確保只有衛星星系受到影響，而宿主星系不會受到影響。如果衛星星系遠小於宿主星系，產生的潮汐尾碎片可能是對稱的，並遵循一個非常相似的軌道，有效地跟隨著衛星星系的路徑。然而，如果衛星星系有適度的大小 －－通常是超過宿主星系質量的萬分之一，那麼衛星星系自身的引力可能也會影響潮汐尾，打破潮汐尾在不同方向的對稱性和加速度。結果的結構是依賴衛星星系的軌道和質量，以及猜測中環繞著宿主星系的星系暈質量和結構，和可能提供一種像銀河系這種星系，有效探究暗物質勢能的手段。
很多越過母星系的軌道，或是通過的軌道太接近，矮衛星星系最終可能完全被摧毀，形成完全環繞著母星系的恆星和氣體潮汐流。這種在一些星系周圍擴散的氣體盤，像是仙女座星系，可能是被潮汐完全摧毀（或之後被母星系併吞）的衛星星系。

## 對星系內天體的效應
潮汐的影響目前也出現在銀河系中，它們的梯度可能是最陡的，其結果可以是恆星和行星系統的形成。通常，一顆恆星的引力在其系統內是主導地位，只有其它恆星經過附近時才會對其動力學有所影響。然而，在系統的周邊，恆星的引力較弱，而銀河系的潮汐可能極大。在太陽系，假設的歐特雲，據信是長週期彗星的來源，就在這種過渡區內。

歐特雲的示意圖。

歐特雲被認為是太陽系巨大的外殼，其半徑可能是1光年。跨越這樣大的距離，銀河系引力場梯度的作用更為明顯。由於這種梯度，銀河的潮汐可能使歐特雲變形，而不再是球形。就像地球回應月球的引力一樣，在銀河中心的方向上伸展，而在另外兩個軸的方向上產生擠壓。
在這樣遙遠的距離上，太陽的引力相對的微弱，只要有一點點來自銀河系的攝動，可能就足以將一些拱點在這個距離上的星子驅離，或朝向太陽和行星推進。由岩石和冰的混合物組成的天體，在進入內太陽系時會因為太陽輻射的增加而成為一顆彗星。
據信星系潮汐對歐特雲的形成也有所貢獻，通過潮汐增加了一些近日點較大的星子近日點。這表明星系潮汐的影響是相當複雜的，並依賴一個行星系統內個別物件的為。累積的影響可能相當可觀，或許所有來自歐特雲的彗星，高達90%可能是星系潮汐的結果。

## 地球的效應
雖然理論上可以測得像其它潮汐造成的海平面變化，但星系潮汐對地球的影響可以忽略不計：如果太陽的潮汐力是1，那麼月球的是2，則銀河系的大約是10−12。因此，如果月球的潮汐力使海平面上升10公尺，銀河系的潮汐效應會使海平面上升10皮米，小於一顆原子的大小。